# Dan Feeney
(en) Statistiques sur pro-football-reference
Daniel Feeney, né le 29 mai 1994 à Orland Park en Illinois, est un joueur américain de football américain évoluant au poste d'offensive guard dans la National Football League (NFL) depuis la saison 2017.
Au niveau universitaire, il a joué pendant cinq saisons pour les Hoosiers de l'Indiana dans la NCAA Division I FBS (2012-2016) avant d'être sélectionné lors du troisième tour de la draft 2017 par la franchise des Chargers de Los Angeles.
Après quatre saisons, il rejoint chronologiquement les Jets de New York (2021-2022), les Dolphins de Miami (intersaison 2022-2023) et les Bears de Chicago (2023). Il est ensuite échangé aux Vikings du Minnesota en 2024.

## Biographie

### Carrière universitaire
Étudiant à l'université de l'Indiana à Bloomington, il a joué avec les Hoosiers de 2012 à 2016.

### Carrière professionnelle

#### Chargers de Los Angeles
Il est sélectionné au troisième tour, 71e rang au total, par les Chargers de Los Angeles lors de la draft 2017 de la NFL. Le 2 juin 2017, il signe un contrat de 4 ans pour un montant de 3,7 millions de dollars incluant une prime à la signature de 924 632 dollars, avec les Chargers de Los Angeles.

#### Dolphins de Miami
Le 17 mars 2023, Feeney signe un contrat d'un an avec les Dolphins de Miami.

#### Bears de Chicago
Le 29 août 2023, les Dolphins échangent Feeney aux Bears de Chicago contre un choix de sixième tour de la draft 2024.

#### Jets de New York
Le 29 mars 2021, Feeney signe un contrat d'un an avec les Jets de New York.
Le 16 mars 2022, il signe une prolongation de contrat d'un an avec les Jets. Il les quitte après la saison 2022 et les Jets le remplacent par Wes Schweitzer.

#### Vikings du Minnesota
Le 15 mars 2024, Feeney signe un contrat portant sur une saison avec les Vikings du Minnesota.